# KJI Nr. 15 bis 17
| KJI Nr. 15 bis 17 Baureihe 99.464 | KJI Nr. 15 bis 17 Baureihe 99.464 | KJI Nr. 15 bis 17 Baureihe 99.464   | KJI Nr. 15 bis 17 Baureihe 99.464   |
| --------------------------------- | --------------------------------- | ----------------------------------- | ----------------------------------- |
| Nummerierung:                     | KJI Nr. 17                        | KJI Nr. 15 99 4644                  | KJI Nr. 16 99 4641                  |
| Anzahl:                           | 1                                 | 2                                   | 2                                   |
| Hersteller:                       | Orenstein & Koppel                | Orenstein & Koppel Raw Görlitz      | Orenstein & Koppel Raw Görlitz      |
| Baujahr(e): Umbau:                | 1907 -                            | 1923 1963/1964                      | 1912 1963/1964                      |
| Ausmusterung:                     |                                   | 1969/1970                           | 1969/1970                           |
| Achsformel:                       | D n2t                             | D n2t                               | D n2t                               |
| Gattung:                          | K 44.6                            | K 44.6                              | K 44.6                              |
| Spurweite:                        | 750 mm                            | 750 mm                              | 750 mm                              |
| Länge über Puffer:                |                                   | 7700 mm                             | 7000 mm                             |
| Höhe:                             |                                   | 3200 mm                             | 3200 mm                             |
| Gesamtradstand:                   | 3100 mm                           | 3300 mm                             | 3300 mm                             |
| Leermasse:                        | 15,5 t                            | 18,5 t                              | 18,5 t                              |
| Dienstmasse:                      | 18,8 t                            | 22,6 t                              | 22,6 t                              |
| Reibungsmasse:                    |                                   | 24,0 t                              | 24,0 t                              |
| Radsatzfahrmasse:                 |                                   | 6,0 t                               | 6,0 t                               |
| Höchstgeschwindigkeit:            | 25 km/h                           | 30 km/h                             | 30 km/h                             |
| Indizierte Leistung:              | 135 PSi                           | 170 PSi                             | 200 PSi / 147 kW                    |
| Anfahrzugkraft:                   |                                   | Vor Umbau: 35,79 kN                 | Vor Umbau: 35,79 kN                 |
| Kuppelraddurchmesser:             | 700 mm                            | 800 mm                              | 800 mm                              |
| Steuerungsart:                    | Heusinger                         | Heusinger                           | Heusinger                           |
| Zylinderanzahl:                   | 2                                 | 2                                   | 2                                   |
| Zylinderdurchmesser:              | 300 mm                            | 340 mm                              | 340 mm                              |
| Kolbenhub:                        | 350 mm                            | 350 mm                              | 350 mm                              |
| Kesselüberdruck:                  | 12 bar                            | 12 bar                              | 12 bar                              |
| Rostfläche:                       | 0,8 m²                            | 1,1 m² nach Umbau: 1,14 m²          | 1,1 m² nach Umbau: 1,14 m²          |
| Strahlungsheizfläche:             | 3,5 m²                            | nach Umbau: 5,3 m²                  | nach Umbau: 5,3 m²                  |
| Rohrheizfläche:                   | 29,7 m²                           | nach Umbau: 43,03 m²                | nach Umbau: 43,03 m²                |
| Verdampfungsheizfläche:           | 32,7 m²                           | 40,00 m² nach Umbau: 48,33 m²       | 40,00 m² nach Umbau: 48,33 m²       |
| Wasservorrat:                     | 2,4 m³                            | 3,0 m³ nach Umbau: 4,0 m³           | 3,0 m³ nach Umbau: 4,0 m³           |
| Brennstoffvorrat:                 | 1,0 t Kohle                       | 1,0 t Kohle nach Umbau: 1,1 t Kohle | 1,0 t Kohle nach Umbau: 1,1 t Kohle |

Die Tenderlokomotiven Nr. 15 bis 17 der Kleinbahnen des Kreises Jerichow I (KJI) wurden 1926 von der Rosenberger Kreisbahn erworben. Nach der Übernahme durch die Deutsche Reichsbahn erhielten die verbliebenen beiden Lokomotiven die Betriebsnummern 99 4641 und 99 4644. Die letztgenannte Lokomotive blieb erhalten und soll betriebsfähig aufgearbeitet werden.

## Geschichte
Die Rosenberger Kreisbahn hatte bis 1928 ihre Bahnstrecke auf Normalspur umgebaut. Die freiwerdenden Lokomotiven wurden von verschiedenen Bahngesellschaften im Reichsgebiet erworben. Die Kleinbahnen des Kreises Jerichow I erwarben 1926 drei vierfachgekuppelte Lokomotiven, die 1923, 1912 und 1907 von Orenstein & Koppel gebaut worden waren. Die Lokomotiven erhielten die Bahnnummern 15 bis 17. Die Lokomotiven waren konstruktiv weitgehend identisch. Die älteste Lokomotive, die als Nr. 17 eingereiht wurde, hatte abweichende technische Daten.
Durch die Deutsche Reichsbahn wurden 1949 die Lokomotiven Nr. 15 und 16 in den Bestand übernommen und erhielten als Schmalspurlokomotiven die Betriebsnummern 99 4644 und 4641. 1963/1964 wurden die Maschinen einer Generalreparatur unterzogen. Dabei erhielten sie neue geschweißte Kessel und Führerhäuser mit im oberen Teil eingezogenen Seitenwänden, Sonnenblenden und ausstellbarem Oberlichtfenster. Mit dem Betriebsende auf dem Streckennetz der KJI 1965 wurden die Lokomotiven zu den Kleinbahnen der Kreise West- und Ostprignitz umgesetzt. 1969 wurde die 99 4641 verkauft und war noch eine Zeit lang als Heizlok im Einsatz. Die 99 4644 wurde 1969 an die Rügensche Kleinbahn abgegeben und bediente dort bis 1970 die Strecke zur Wittower Fähre. 1977 wurde sie als Denkmallokomotive am Bw Neustrelitz aufgestellt. 1994 erwarb das Prignitzer Kleinbahnmuseum in Lindenberg das Fahrzeug. Eine betriebsfähige Aufarbeitung ist geplant.

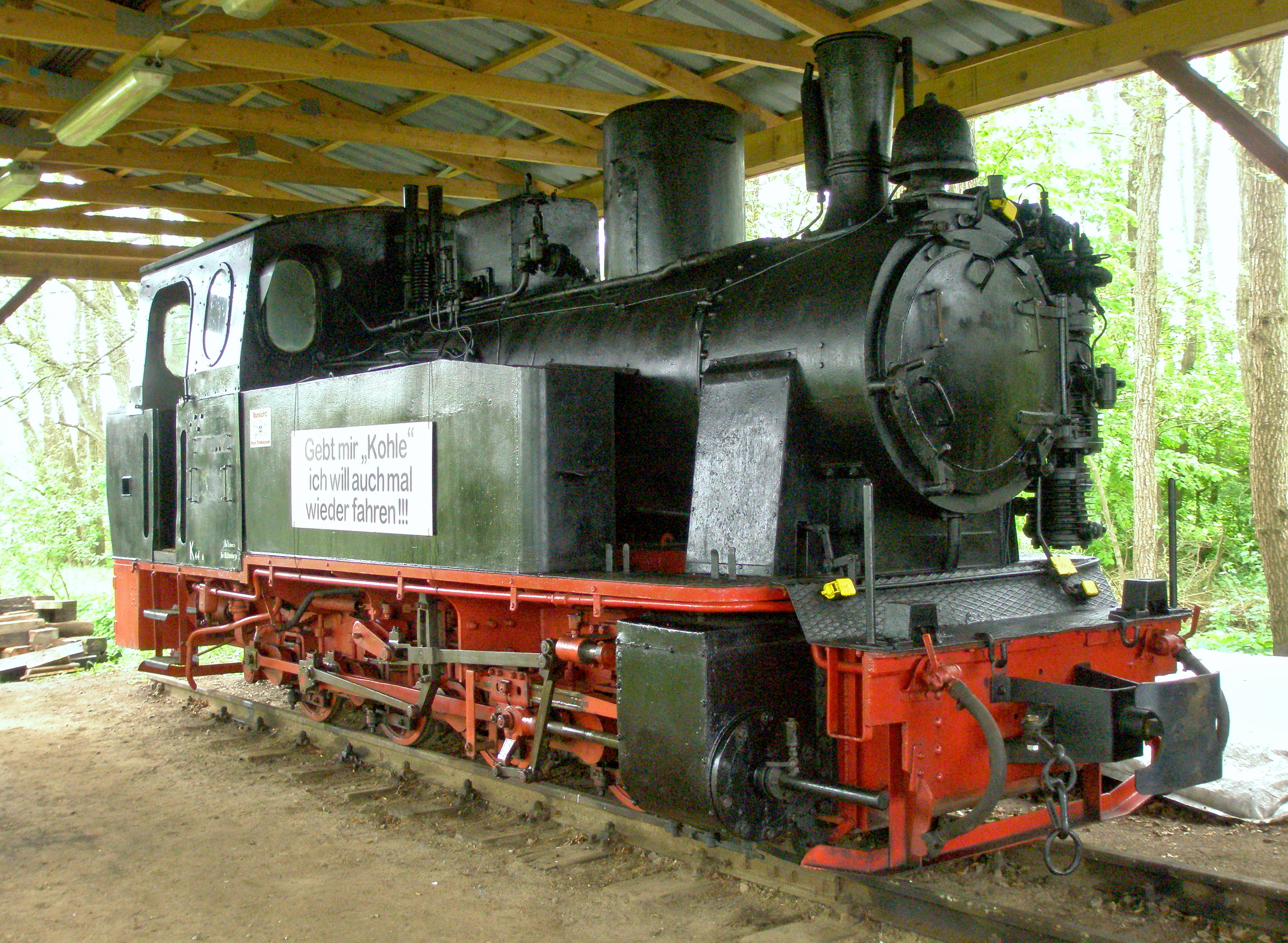
99 4644 in Mesendorf (2010)

## Konstruktive Merkmale
Die Lokomotiven besaßen einen Außenrahmen. Der Kessel bestand aus zwei Schüssen. Auf dem vorderen Schuss saß der große Dampfdom mit dem Regler. Auf dem hinteren Kesselschuss war der Sandkasten für den Streusand angeordnet. Die beiden Ramsbottom-Sicherheitsventile saßen direkt vor dem Führerhaus. Der Schornstein war leicht konisch geformt. Die Dampfpfeife saß zwischen Sandkasten und den Sicherheitsventilen.
Bei dem 1963/1964 erfolgten Umbau änderte sich die Lage der Kesselspeiseventile. In der Ursprungsausführung befanden sie sich seitlich am Langkessel. Beim Neubaukessel saßen sie auf dem Kesselscheitel hinter dem Dampfdom. Der bisher runde Sandkasten wurde durch eine viereckige geschweißte Ausführung ersetzt. Das Latowski-Dampfläutewerk wurde von hinter dem Schornstein vor diesen gesetzt.
Das außenliegende Zweizylinder-Nassdampf-Triebwerk arbeitete auf den dritten Radsatz. Beim Umbau wurde der Flachschieber durch einen Kolbenschieber ersetzt. Die außenliegende Heusinger-Steuerung besaß eine Kuhnsche Schleife.
Die Blattfederpakete saßen oberhalb der Radsatzlager. Die Federpakete der beiden vorderen und der beiden hinteren Radsätze waren durch einen Ausgleichshebel verbunden.
Die Wasserkästen mit einem Fassungsvermögen von 3,0 m³ befanden sich an den beiden Seiten des Langkessels und reichten bis zur Rauchkammer. Die Kohlevorräte von 1,0 t waren in einem Kasten hinter dem Führerhaus angeordnet.
Nach der Übernahme durch die Reichsbahn erhielten die Lokomotive eine Druckluftbremse sowie eine elektrische Beleuchtung. Bei der 99 4644 war der Turbogenerator neben dem Schornstein und bei der 99 4641 quer vor dem Dampfdom angeordnet. Die Luftpumpe saß links neben der Rauchkammer. 1966 wurde für den Einsatz auf den Prignitzer Bahnen die Vorrichtungen für die Heberleinbremse nachgerüstet.